# 빅 존 스터드

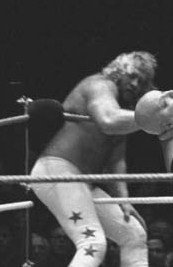

빅 존 스터드(Big John Studd), 본명 존 윌리엄 해리스 민턴(John William Harris Minton, 1948년 2월 19일 ~ 1995년 3월 20일)은 미국의 전 프로레슬링 선수이다. 1972년 프로레슬링에 입문했으며, 1989년에 프로레슬링에서 은퇴하고 프로레슬러들을 육성하는 트레이너가 되었으나 1995년에 간암과 호지킨병의 합병증으로 사망하였다. 키는 208cm 몸무게는 165kg이며, WWF 로얄럼블 1989에서 우승했고 2004년 WWE 명예의 전당에 헌액되었다. 피니쉬 무브는 리버스 베어허그이다.

## 수상 경력
- NWA 노스 아메리칸 헤비웨이트 챔피언 (하와이 버전) 1회
- NWA 하와이 태그팀 챔피언 1회 - 버디 로즈
- NWA 플로리다 글로벌 태그팀 챔피언 1회 - 지미 가빈
- EWU 월드 슈퍼 헤비웨이트 챔피언 1회
- NWA 내셔널 태그팀 챔피언 1회 - 슈퍼 디스트로이어
- NWA 캐네디언 헤비웨이트 챔피언 (토론토 버전) 1회
- NWA 미드 아틀란틱 태그팀 챔피언 4회 - 릭 플레어 (1회), 켄 파테라 (1회), 마스크 슈퍼스타 #1 (1회), 로디 파이퍼 (1회)
- NWA 아메리칸 헤비웨이트 챔피언 1회
- NWA 텍사스 태그팀 챔피언 1회 - 불 라모스
- NWA 텍사스 하드코어 챔피언 1회
- NWA 테네시 사우던 헤비웨이트 챔피언 1회
- WWA 월드 태그팀 챔피언 1회 - 악스 베이커
- WWWF 월드 태그팀 챔피언 1회 - 엑스큐서너 #1
- 1989 WWF 로열 럼블 우승
- 1995 WCW 명예의 전당
- 2004 WWE 명예의 전당